# Баттерворт, Ник
Ник Баттерворт (родился 24 мая 1946) — британский писатель и иллюстратор детских книг. Его книга с картинками «Шепчущий» получила книжную премию «Nestlé Smarties Book Prize» в 2005 году.
Его книги о смотрителе парка Перси была экранизирована в одноимённый анимационный телесериал с Джимом Бродбентом в главной роли. Его книги «Кью Путл» 5 были адаптированы BBC и транслировались на канале для маленьких детей «CBeebies» в 2013 году.
В 1980-х он был ведущим детской программы «ITV Rub-a-Dub-Tub».

## Биография
Родился 24 мая 1946 года в Лондоне, Великобритания.
С двух лет Баттерворт рос в кондитерской в Ромфорде. Окончил «Королевскую школу свободы» в Гидеа-парке, после этого Баттерворт ушел из дома, чтобы работать подмастерьем типографского дизайнера в Национальном детском доме. Затем начал работать в дизайнерском агентстве «Crosby Fletcher Forbes».
Это привело к партнерству с давним другом и детским писателем и иллюстратором Миком Инкпеном. В 1983 и 1984 годах, на заре появления утренних телепередач в Великобритании, стал ведущим программы «Доброе утро, Британия», иллюстрируя и рассказывая истории в эфире детского сегмента под названием «Rub-a-Dub-Tub».
Его работы в качестве иллюстратора включают несколько книг с изображением персонажа Перси, смотрителя парка, первая из которых, «Одна снежная ночь», была опубликована в 1989 году. Книги были переизданы в 2019 году к 30-летию издания . Книга о Перси «После бури» была инсценированы для театра. [10] Перси также появился мультсериале «Percy the Park Keeper» в конце 1990-х годов. Актёр Джим Бродбент озвучивал одноименного персонажа.
По данным издательства Harper Collins, в 2019 году мировые продажи книг достигли девяти миллионов экземпляров.
Баттерворт написал и проиллюстрировал ряд других детских книг, в том числе «Альбер ле Блан», который был номинирован на медаль «Кейт Гринуэй» в 2002 году
Книга «Шепчущий», опубликованный в 2004 году, написан с точки зрения крысы-вуайериста на захудалых городских улицах и мрачнее многих книг Баттерворта. Описанная как кошачья Вестсайдская история, она выиграла приз «Nestle Smarties Prize» в 2005 году.
Его книги «Кью Путл» написаны для маленьких детей и рассказывают о космонавте, чьими друзьями являются Упси, Планета Дэйв и Тайгер.
Баттерворт вместе со своим сыном Беном является одним из основателей компании «Snapper Productions», которая производит мультсериалы по его книгам. ОЯвляется исполнительным продюсером сериала.

## Личная жизнь
Ник Баттерворт живет в Эссексе со своей женой Аннет. Они женаты с 1975 года и имеют двоих взрослых детей.